# David Brickhill-Jones
David Brickhill-Jones (* 1981) ist ein britischer Orientierungsläufer.
Der aus Wales stammende Brickhill-Jones überraschte 2002 als Vierter im Sprint bei den Europameisterschaften in Ungarn. Eine Medaille verpasste er dabei lediglich um 0,2 Sekunden. An diesen Erfolg konnte Brickhill-Jones danach aber nicht mehr anknüpfen. Er startete noch bei drei Weltmeisterschaften im Sprint, schaffte dabei zweimal den Einzug in das Finale und belegte dabei die Plätze 22 (2004) und 17 (2006). Bei einem Weltcuprennen in der Saison 2005 belegte er den zweiten Platz. Nach einer dreijährigen Pause bei internationalen Meisterschaften wurde er 2009 für die World Games in Taiwan nominiert, verpasste aber auch dort Platzierungen im Vorderfeld.
Brickhill-Jones lebt in Helsinki, startete bei internationalen Läufen aber für den norwegischen Klub Halden SK. Sein britischer Verein sind die South Yorkshire Orienteers.

## Platzierungen
| Weltmeisterschaften | Sprint | Mittel | Lang | Staffel |
| ------------------- | ------ | ------ | ---- | ------- |
| 2003 Rapperswil     |        |        | nq   |         |
| 2004 Västerås       | 22.    |        |      |         |
| 2005 Aichi          | nq     |        |      | 15.     |
| 2006 Aarhus         | 17.    |        |      |         |

| Europameisterschaften | Sprint | Mittel | Lang | Staffel |
| --------------------- | ------ | ------ | ---- | ------- |
| 2002 Sümeg            | 4.     |        |      |         |

| World Games | Sprint | Mittel | Staffel |
| ----------- | ------ | ------ | ------- |
| 2009        | 25.    | 15.    | dsq     |

| Gesamt-Weltcup | Gesamt-Weltcup |
| -------------- | -------------- |
| 2002           | 52.            |
| 2004           | 92.            |
| 2005           | 22.            |
| 2006           | 56.            |